# Jakob Schnaitter
Jakob Schnaitter (* 7. März 1996 in Wasserburg am Inn) ist ein deutscher Tennisspieler.

## Karriere

### Junior Tour, Studium und erste Profijahre (2015–2023)
Schnaitter spielte bis 2014 einige Turniere der ITF Junior Tour, bei den höher dotierten Turnieren kam er aber zu keiner Teilnahme. In der Jugend-Rangliste erreichte er mit Rang 424.
Bei den Profis spielte Schnaitter sein erstes Turnier 2015. Er kam bisher fast ausschließlich zu Turnierteilnahmen auf der drittklassigen ITF Future Tour. 2017 begann er ein Studium an der Azusa Pacific University, wo neben dem Studium im Fach Business Management drei Jahre College Tennis spielte. Für sein letztes College-Jahr wechselte er an die Wake Forest University, wo er 2022 seinen Master-Abschluss machte.
Danach nahm er erstmals regelmäßig an Profiturnieren teil. Fünfmal konnte er im Doppel ab Mitte 2022 das Endspiel eines Future-Turniers erreichen. Im Einzel stieg er seit Mitte 2022 durch zahlreiche Viertelfinalteilnahmen ebenfalls die Rangliste empor. Den größten Erfolg feierte Schnaitters im Dezember 2022. Als an Position sieben Gesetzter gab er bei den Deutschen Meisterschaften im Turnierverlauf nur einen Satz ab und schlug im Finale Max Hans Rehberg (Nr. 425 der Welt) mit 6:3, 6:3 und wurde damit Deutscher Meister.
2023 gewann Schnaitter seine ersten Profiturniere. Nacheinander zog er in zwei Future-Endspiele in Deutschland ein, in einem davon besiegte er wie bei den deutschen Meisterschaften im Finale Rehberg für seinen ersten Titel. Erwähnenswert ist zudem der Sieg in der Qualifikation zum Challenger-Turnier in Hamburg, wo er den ehemaligen Top-20-Spieler Nikolos Bassilaschwili besiegte. Kurz vor Jahresende belegte er Platz 686, sein Karrierehoch. Zeitgleich legte Schnaitter seinen Fokus immer mehr auf das Doppel, wo er mehr Erfolge einfuhr. Im Jahresverlauf 2023 gewann er mit verschiedenen Partnern 10 Future-Titel, die ihn am Jahresende bis auf Rang 217 der Doppel-Rangliste führten. Auf der Challenger-Tour stand er mit Kai Wehnelt im Juli 2023 das erste Mal im Endspiel in Lüdenscheid, das sie verloren. Mit Mark Wallner kam er außerdem ins Halbfinale des Challengers in Hamburg.

### Erste Challenger-Titel und Einzug in die Top 100 (ab 2024)
Mit Wallner, mit dem er zusammen auch drei Future-Titel gewonnen hatte, beschloss Schnaitter als fester Doppelpartner in das Jahr 2024 zu starten. Sie setzten sich auf der Challenger Tour schnell durch, zogen bis Ende März in Buenos Aires, Koblenz, Neu-Delhi und Barcelona ins Endspiel ein, besiegten auf dem Weg zweimal die topgesetzte Paarung, aber scheiterten stets im Finale. Als Ersatzspieler kam die Paarung in München zu ihrem Debüt auf der ATP Tour, in dem sie gegen Marcus Daniell und Philipp Oswald unterlagen. Nach ihrer fünften Finalniederlage in Ostrava triumphierten sie im sechsten Endspiel in Prag. Dadurch zogen sie bereits in die Top 150 im Doppel ein. Im Mai folgte der zweite Titel in Augsburg. Ein Lauf ab Juni 2024 bei dem Schnaitter und Wallner bei vier aufeinanderfolgenden Turnieren das Finale erreichten – in Heilbronn und Posen verloren sie, in Bratislava und Karlsruhe gewannen sie – gelang ihnen der erstmalige Einzug unter die Top 100.
Durch ihr verbessertes Ranking war ihnen nun auch die Teilnahme an ATP-Tour-Turnieren häufiger möglich. In Hamburg erfolgte die zweite Teilnahme an einem solchen, wo ihnen in der ersten Runde mit einem Sieg gegen N. Sriram Balaji und die Nummer 4 der Welt Rohan Bopanna eine Überraschung gelang. In der zweiten Runde trafen sie in einem rein deutschen Duell auf das andere aufstrebende Doppelpaar aus Constantin Frantzen und Hendrik Jebens, dem sie im Match-Tie-Break unterlagen.

## Erfolge
| Legende (Anzahl der Siege) |
| Grand Slam                 |
| ATP Finals                 |
| ATP Tour Masters 1000      |
| ATP Tour 500               |
| ATP Tour 250               |
| ATP Challenger Tour (5)    |

### Doppel

#### Turniersiege

##### Challenger Tour
| Nr. | Datum            | Turnier    | Belag         | Partner      | Finalgegner                        | Ergebnis          |
| --- | ---------------- | ---------- | ------------- | ------------ | ---------------------------------- | ----------------- |
| 1.  | 11. Mai 2024     | Prag       | Sand          | Mark Wallner | Jiří Barnat Jan Hrazdil            | 6:3, 6:1          |
| 2.  | 25. Mai 2024     | Augsburg   | Sand          | Mark Wallner | David Pichler Michael Vrbenský     | 3:6, 6:2, [10:8]  |
| 3.  | 15. Juni 2024    | Bratislava | Sand          | Mark Wallner | Miloš Karol Tomáš Láník            | 6:4, 6:4          |
| 4.  | 6. Juli 2024     | Karlsruhe  | Sand          | Mark Wallner | Dan Added Grégoire Jacq            | 6:4, 6:0          |
| 5.  | 22. Februar 2025 | Pau        | Hartplatz (i) | Mark Wallner | Alexander Blockx Raphaël Collignon | 6:4, 6:75, [10:8] |

#### Finalteilnahmen
| Nr. | Datum         | Turnier  | Belag | Partner      | Finalgegner                        | Ergebnis  |
| --- | ------------- | -------- | ----- | ------------ | ---------------------------------- | --------- |
| 1.  | 6. April 2025 | Bukarest | Sand  | Mark Wallner | Marcel Granollers Horacio Zeballos | 6:73, 4:6 |